# Bolbosoma caenoforme
Bolbosoma caenoforme es una especie de acantocéfalo del género Bolbosoma, familia Polymorphidae. Fue descrita por Heitz en 1920. Se encuentra en Canadá, China e Irán.